# Conto alla rovescia (Raymond Benson)
Conto alla rovescia (titolo originale Zero Minus Ten) del 1997 è il primo romanzo dell'autore texano Raymond Benson e fa parte della saga di James Bond. La Glidrose aveva "provato" Benson l'anno precedente con un breve racconto pubblicato su Playboy. Il contesto storico in cui si snoda il romanzo è il passaggio di sovranità sul territorio di Hong Kong, il 1º luglio 1997 come stabilito dalla Dichiarazione Congiunta Sino-Britannica del 19 dicembre 1984.

## Trama
Il servizio segreto britannico chiede a James Bond di indagare su una serie di attentati che creano tensione tra Regno Unito e Repubblica Popolare Cinese nella delicata fase del passaggio di sovranità su Hong Kong. Ad aumentare la tensione internazionale, un ordigno nucleare esplode in Australia.
L'agente segreto conosce al casinò di Macao l'imprenditore navale Guy Tackeray a cui estorce una notevole somma di denaro dopo una lunga partita a mahjong. Incuriosito dal personaggio, partecipa ad una conferenza stampa dove l'imprenditore annuncia la vendita della sua industria navale. Immediatamente dopo Tackeray è vittima di un attentato.
007 indaga sull'attentato e T. Y. Woo, suo contatto in zona, instrada le sue ricerche sulla Triade, la mafia di Hong Kong e, in particolare, sul suo capo: Li Xu Nan.
Durante l'indagine l'agente segreto conosce Sunni Pei, un'associata di una loggia legata alla Triade. La donna lo mette alla conoscenza di una serie di documenti che legano con sospetto la vendita della società di Tackeray a Li Xu Nan ed al generale Wong della Repubblica Popolare Cinese. 
007 insegue il generale fino al suo campo a Canton ed intuisce un legame con l'esplosione in Australia, dove si sposta immediatamente e scopre che Tackeray è ancora vivo e sta organizzando un attentato nucleare per radere al suolo Hong Kong. L'agente segreto torna nella penisola proprio durante il passaggio alla Cina e uccide Tackeray affogandolo dopo una battaglia nel porto.

### Personaggi principali
- James Bond
- Guy Thackeray, imprenditore navale.
- Sunni Pei, associata di una loggia della Triade.
- T.Y. Woo, contatto del servizio segreto britannico ad Hong Kong.
- Li Xu Nan, capo della Triade.
- generale Wong, membro dell'Esercito della Repubblica Popolare Cinese.
- Skip Stewart, contatto del servizio segreto britannico in Australia.

## Opere collegate
- L'ambientazione ad Hong Kong e la crisi tra Regno Unito e Cina del film Il domani non muore mai sembrano suggeriti da questo romanzo.

## Edizioni
- Raymond Benson, Conto alla rovescia, traduzione di Andrea Carlo Cappi, collana Segretissimo, Arnoldo Mondadori Editore, 1998,  p. 286.